# 马里安·苏斯基
马里安·苏斯基（波蘭語：Marian Suski，1905年11月2日—1993年12月25日），波兰男子击剑运动员。他曾代表波兰参加1932年和1936年夏季奥林匹克运动会击剑比赛，其中1932年奥运会获得一枚铜牌。